# Карцев Михайло Олександрович
Миха́йло Олекса́ндрович Ка́рцев (*10 травня 1923, Київ — †23 квітня 1983, Москва) — розробник суперкомп'ютерів для спостереження за космосом, конструктор однієї з перших у світі ЕОМ на транзисторах (СРСР). Засновник Московського науково-дослідного інституту обчислювальних комплексів, сконструював першу у світі ЕОМ з багатоформатною векторною структурою для систем попередження про ракетний напад та загального спостереження за космічним простором (М-10); запропонував і реалізував концепцію повністю паралельної обчислювальної машини — з розпаралелюванням на всіх чотирьох рівнях: програм, команд, даних та слів.

## Біографія
Михайло Олександрович Карцев народився у Києві 10 травня 1923 року, в родині вчителів. Його батько помер того ж року. Михайло жив разом з матір'ю в Одесі, в Харкові, а у 1934–1941 роках — в Києві, де закінчив середню школу. Влітку 1941 року, з початком німецько-радянської війни, його направили на оборонні роботи до Донбасу, а в вересні 1941 року призвали до армії, в якій він служив до 1947 року. Михайло Карцев воював у складі танкових військ Південно-Західного, Південного, Північно-Кавказького та 2-го Українського фронтів, брав участь у звільненні Румунії, Угорщини, Чехословаччини, Австрії. За проявлену мужність отримав кілька медалей та орден Червоної Зірки.
Після демобілізації Михайло Карцев поступив до Московського енергетичного інституту на радіотехнічний факультет. На третьому році навчання склав екзамени за наступний рік екстерном і в 1950 році влаштувався на роботу за сумісництвом в лабораторію електросистем Енергетичного інституту АН СРСР, де взяв участь у розробці однієї з перших у Радянському Союзі обчислювальних машин — М-1. Михайло Карцев розробляв для М-1 пристрій керування — головний програмний давач. Машина пройшла випробовування у грудні 1951 року і знаходилася в експлуатації більше трьох років, причому перші півтора року це була єдина діюча ЕОМ в СРСР.
Похований на Новодівочому цвинтарі.

### Розробка М-2
У 1952 році, після закінчення інституту, Михайла Карцева було направлено до Енергетичного інституту АН СРСР, де його взяли на постійну роботу до лабораторії електросистем як молодшого наукового співробітника. Там Карцев очолив колектив розробників обчислювальної машини М-2. Машину було створено силами невеликого колективу всього за півтора року. М-2 поклала початок створенню економічних обчислювальних машин середнього класу. В цьому була неабияка заслуга Михайла Карцева.
Результати наукових досліджень і технічні рішення, закладені Карцевим в ЕОМ М-2, були викладені в його першій монографії «Арифметичні пристрої електронних числових машин», однієї з перших книг з обчислювальної техніки в СРСР. У цій праці автор сформулював головні принципи побудови арифметичних пристроїв, систематизував їх та запропонував критерії оцінювання різних варіантів схем. Ці ж результати стали основою його кандидатської дисертації, яку Михайло Карцев захистив у 1958 році. Тоді ж під керівництвом І. С. Брука створюється Інститут електронних керувальних машин АН СРСР (ІЕКМ) і для робіт М. О. Карцева було організовано математичний відділ, який він і очолив.

### Розробка М-4
У 1958 році М. Карцеву доручили розробляти ЕОМ М-4 — обчислювальну машину для керування та обробки інформації в експериментальному радіолокаційному комплексі, що створювався в інституті академіка Мінца. Це була одна з перших радянських транзисторних ЕОМ. Перший зразок машини М-4 почав працювати у 1961 році, другий, М-4М, — рік по тому. Влітку 1962 р. машина М-4 успішно витримала державні випробовування у складі радіолокаційного комплексу і її запущено в серійне виробництво у створеній системі попереджень про ракетний напад. Але складність завдань змушувала шукати нові технічні рішення, здатні забезпечити застосування машини на всіх рівнях системи. Карцев запропонував нову розробку — ЕОМ М4-2М. з більш високими технічними характеристиками та можливістю змінної комплектації.
На додаток до М4-2М на тій самій технічній базі було створено зовнішній обчислювач М4-3М з розгалуженою системою зовнішніх зв'язків. Обчислювальний комплекс з двох машин забезпечував швидкодію близько 400 операцій на секунду і відрізнявся великою надійністю — понад 800 годин наробку на відмову. За розробку цих ЕОМ у 1967 році М. О. Карцев отримав Державну премію СРСР.
У 1969 році було завершено перший етап створення системи попередження про ракетний напад, для якої кілька десятків машин М4-2М та М4-3М, сполучених каналами передачі даних довжиною в тисячі кілометрів, були об'єднаних в єдину обчислювальну мережу. Наукова сторона розробок цього періоду стала основою докторської дисертації М. О. Карцева.

### М-5 та М-9
Паралельно з М-4 створювалася машина М-5 цивільного застосування, яка в своєму задумі випереджала принципи побудови машин не тільки третього, але й четвертого покоління. То мала бути багатопрограмна та багатотермінальна обчислювальна машина із сторінковою організацією пам'яті, яка могла б працювати як в пакетному режимі, так і в режимі розділення часу. Авторство багатьох ідей, закладених в структуру М-5, належало М. Карцеву, і спочатку його було призначено головним конструктором цієї машини, але згодом І. Брук визнав, що Карцеву слід приділяти більше уваги взаємодії з виробниками та замовниками М-4, і усунув його від роботи над М-5. Це була остання робота Карцева з машинами цивільної тематики.
Ще в 1966 році М. Карцев висунув ідею створення багатомашинного обчислювального комплексу, побудованого з обчислювальних машин, що спеціально розроблені для спільної праці в такому комплексі. Проведені дослідження показали, що продуктивність комплексу може досягнути мільярда операцій в секунду. У 1967 році Карцев розробив ескізний проект комплексу М-9, але повністю реалізувати цей проект на існуючій елементній базі не вдалося. Тільки в 1970 році одна його із складових частин — числова зв'язка — була використана при розробці нової машини третього покоління, серійної багатопроцесорної суперЕОМ М-10.

### М-10
Для М. О. Карцева 1967 рік виявився знаменним — було організовано Науково-дослідний інститут обчислювальних комплексів (НДІОК), основу якого складав колектив відділу ІЕКМ, який він очолював; його було призначено директором інституту.
У 1969 році колектив новоствореного інституту почав розробку багатопроцесорної системи М-10, і вже в 1971 році було створено експериментальний зразок. У вересні 1973 року перший промисловий зразок успішно витримав комплексне випробовування, а з грудня того ж року почалося серійне виробництво, яке продовжувалося до кінця 1980-х років. М-10, як і М-4, входила до складу комплексу системи попередження про ракетний напад (СПРН).
Продуктивність ЕОМ М-10 становила понад 5 млн операцій в секунду. Хоча за цим показником М-10 поступалася американській ЕОМ Cray-1, вона значно випереджала її у можливостях архітектури, що давало можливість стверджувати, що до початку 1980-х років М-10 була найпродуктивнішою ЕОМ у світі. Низці розробників та програмістів було присуджено Державну премію СРСР, а головного конструктора М. О. Карцева нагородили орденом Леніна.
У 1980 році М-10 було модернізовано і її почали випускати під назвою М-ЮМ. В тому ж році радянський уряд ухвалив рішення про створення радіолокаційної станції нового покоління для СПРН, і інституту Карцева було доручено забезпечити нову РЛС обчислювальним комплексом на база системи М-13.

### М-13
Розробка багатопроцесорної системи М-13 почалася в НДІОК ще в 1978 році. Ця перша радянська система четвертого покоління, де як елементна база використовувалися великі інтегральні схеми (ВІС), призначалася для обробляння в реальному масштабі часу великих потоків інформації. Вперше в радянські практиці в обчислювальну структуру впроваджувався потужний процесор обробки сигналів з продуктивністю до 2-х млрд операцій в секунду. Система М-13 стала першій в СРСР векторно-конвейєрною обчислювальною системою.
Попри те, що конструкторську документацію на систему М-13 інститут підготував у 1980-1981 роках, у виробництво М-13 запустили значно пізніше.
Неприємна тяганина з вибором заводів для виробництва М-13 та конфлікти з цього приводу з вищими інстанціями призвели до того, що 23 квітня 1983 Михайло Олександрович Карцев помер від серцевого нападу у віці 59 років.

## Наукова спадщина Михайла Карцева
Михайло Олександрович Карцев створив низку унікальних обчислювальних комплексів і систем: М-2, М-4, M4-2M, М-5, М-10, М-13, зробивши значний внесок у кібернетику.
Також він був автором фундаментальних теоретичних праць з обчислювальної техніки (5 монографій, 55 статей та нарисів, 16 винаходів). Його книги «Арифметичні пристрої електронних числових машин» (1958), «Арифметика цифрових машин» (1969), «Архітектура цифрових обчислювальних машин» (1978), «Обчислювальні системи та синхронна арифметика» заклали основи теорії арифметичних пристроїв; їхні висновки увійшли до підручників. В останніх двох монографіях практично вперше було зроблено спробу поставити на наукову основу проектування загальної структури ЕОМ та апаратури для виконання паралельних обчислювань.
У 1993 році Науково-дослідному інституту обчислювальних комплексів було присвоєно ім'я його засновника.

## Нагороди
У роки Другої світової війни Михайло Карцев був нагороджений медалями «За відвагу», «За взяття Будапешта», «За перемогу над Німеччиною» та орденом Червоної Зірки.
Трудові досягнення М. О. Карцева відзначені орденом Леніна (1978), орденом Трудового Червоного Прапора (1971), орденом «Знак пошани» (1966) i медаллю «За доблесну працю». У 1967 році йому було присуджено Державну премію СРСР.